# Gymnasium Dresden-Klotzsche
Das Gymnasium Klotzsche (GyKl) ist ein allgemeinbildendes Gymnasium im Dresdner Stadtteil Klotzsche und wurde im August 1992 gegründet. Es ging aus der 105. Polytechnischen Oberschule „A. N. Tupolew“ hervor, die zuvor schon 17 Jahre existierte. Diese Schule hatte 1983 den Namen des sowjetischen Flugzeugkonstrukteurs Andrei Nikolajewitsch Tupolew erhalten, welcher unter anderem das erste zivile Überschallflugzeug der Welt TU-144 entwickelte.

## Geschichte
Zunächst fand der Unterricht sowohl im Hauptgebäude auf der Karl-Marx-Straße 44 als auch in der Außenstelle Zur Wetterwarte 34 (etwa zwei Kilometer nördlich der Hauptstelle), in der ausschließlich Schüler der fünften bis neunten Klassenstufe untergebracht waren, statt. Letztere wurde Ende des Schuljahres 2011/12 aufgrund ihres baulichen Zustands geschlossen. Ersatz schaffte ein neu errichtetes Containergebäude gegenüber der Hauptstelle, das ab dem folgenden Schuljahr in Betrieb ging. In ihm wurden seitdem die Schüler der Jahrgänge zehn bis zwölf unterrichtet, die restlichen Schüler im Hauptgebäude.
Von Juli bis Oktober 2019 wurde das alte Hauptgebäude abgerissen. Es wurde durch einen Neubau ersetzt, der Platz für etwa 1120 Schüler bietet.

## Schulgebäude

### Gebäude
Für rund 35 Millionen Euro ist seit Sommer 2019 ein neues Schulgebäude auf dem Gelände des ehemaligen Hauptgebäudes entstanden. Bis zur Fertigstellung im Jahr 2022 wurden die Schüler des Gymnasiums in den Schulcampus Pieschen ausgelagert. Eigens dafür wurde ein Schülerverkehr mit zusätzlichen Bussen und Straßenbahnen organisiert. Im November 2022 fand die Eröffnung des neuen Schulkomplexes statt. Es bietet Platz für rund 1 120 Schüler in fünf bis sechs Klassen pro Jahrgang. Damit zählt es zu einem der größten Gymnasien in der Stadt Dresden.  Aus dem alten Gebäude wurde das Bleifenster „Der Traum vom Fliegen“ wieder mit eingesetzt und befindet sich am Eingang zur Mensa. Die Architekten haben die Blau- und Rot-Töne aus dem Bild aufgenommen als Basis für das Farbkonzept im gesamten Haus. Auf dem begrünten Flachdach findet sich eine Photovoltaikanlage.

### Turnhalle
Auf dem Gelände der Hauptstelle befand sich bis Anfang 2013 eine Einfeld-Turnhalle. Aufgrund baulicher und sicherheitstechnischer Mängel wurde diese durch eine neue, größere Dreifeldsporthalle ersetzt, die im Herbst des Jahres 2014 eröffnet wurde. Sie bleibt vom Neubau des eigentlichen Schulgebäudes unberührt.

### Ehemaliges Hauptgebäude
Die Hauptgebäude des Gymnasiums entstand 1975 an der Karl-Marx-Straße 44 als Neubau für die 105. POS. Der Plattenbau vom Typ Dresden Atrium besitzt insgesamt drei Stockwerke und ein Kellergeschoss. Diesem schließt sich ein Schulhof mit Sportplatz und Turnhalle an. Außerdem entstand auf Initiative von Eltern ein kleiner Schulgarten. Nach 1990 wurde die bisherige POS geschlossen und das Schulhaus als Domizil des neu gegründeten Gymnasiums ausgewählt.
Das Gebäude besaß 29 Unterrichtsräume, darunter ein Medienraum, jeweils ein Physik-, Chemie-, Biologie- und Musikzimmer sowie je zwei Räume im Kellergeschoss, die für das Fach Technik und Computer bzw. den Informatikunterricht genutzt wurden. Letztere waren jeweils mit etwa 20 PCs ausgestattet. Darüber hinaus standen den Schülern einige PCs zur Verfügung, die sie außerhalb der Unterrichtszeiten eigenständig nutzen konnten.

### Containergebäude
Als Ersatz für die geschlossene Außenstelle wurde auf einer freien Grünfläche gegenüber dem Gymnasium ein Containergebäude errichtet. Dieses diente vor allem den Schülern der Klassen 10 bis 12 als Unterrichtsgebäude. Es umfasste insgesamt 20 Unterrichtsräume, darunter sechs Fachräume, von denen je einer vorrangig von den Fächern Informatik, Chemie, Biologie und Musik und zwei vom Physikunterricht genutzt wurden.
Seit Sommer 2019 wird das Gebäude von der 19. Grundschule genutzt. Er wurde 2024 abgebaut.

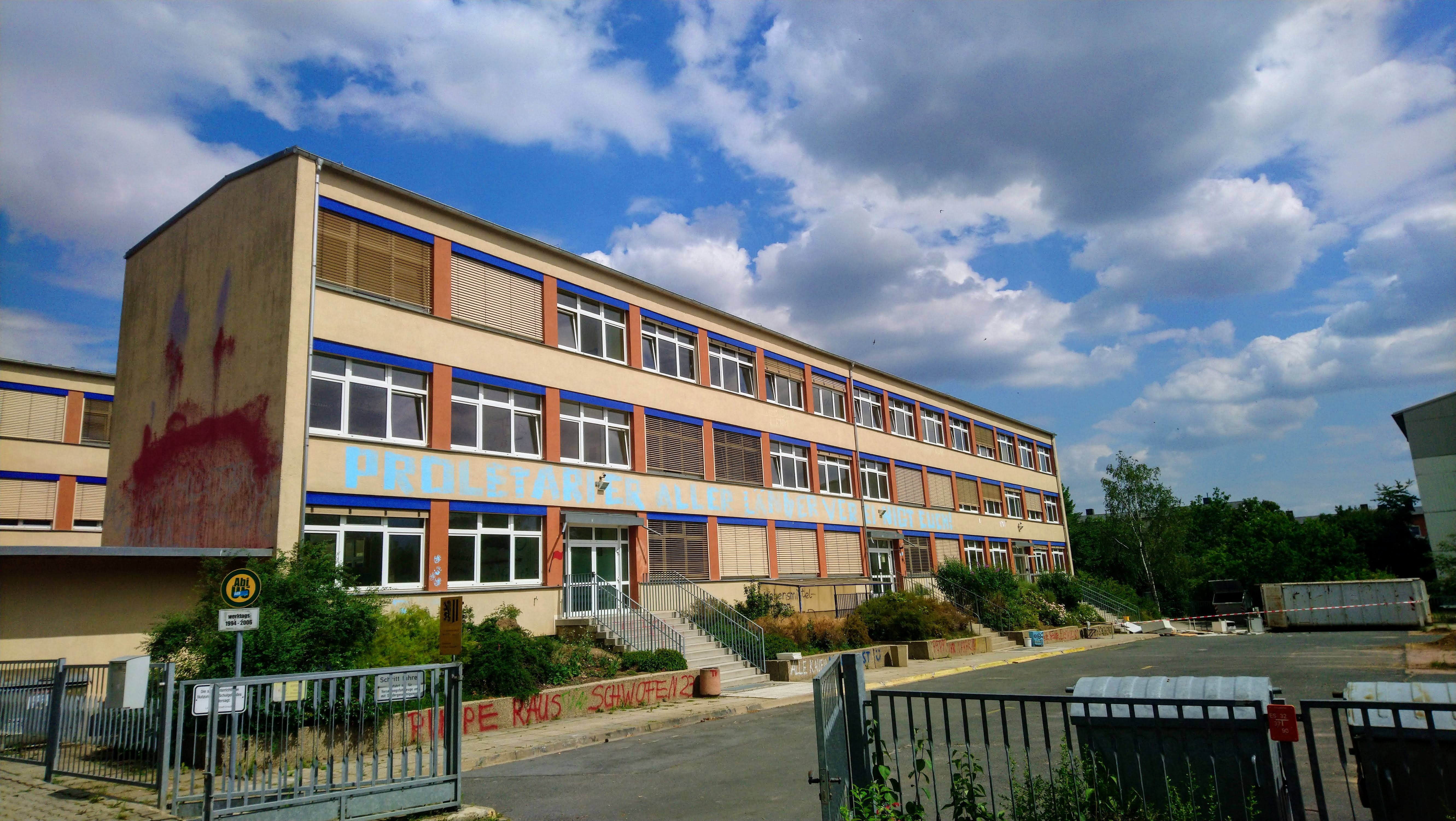
Südansicht des ehemaligen Hauptgebäudes kurz vor Beginn der Abrissarbeiten im Sommer 2019

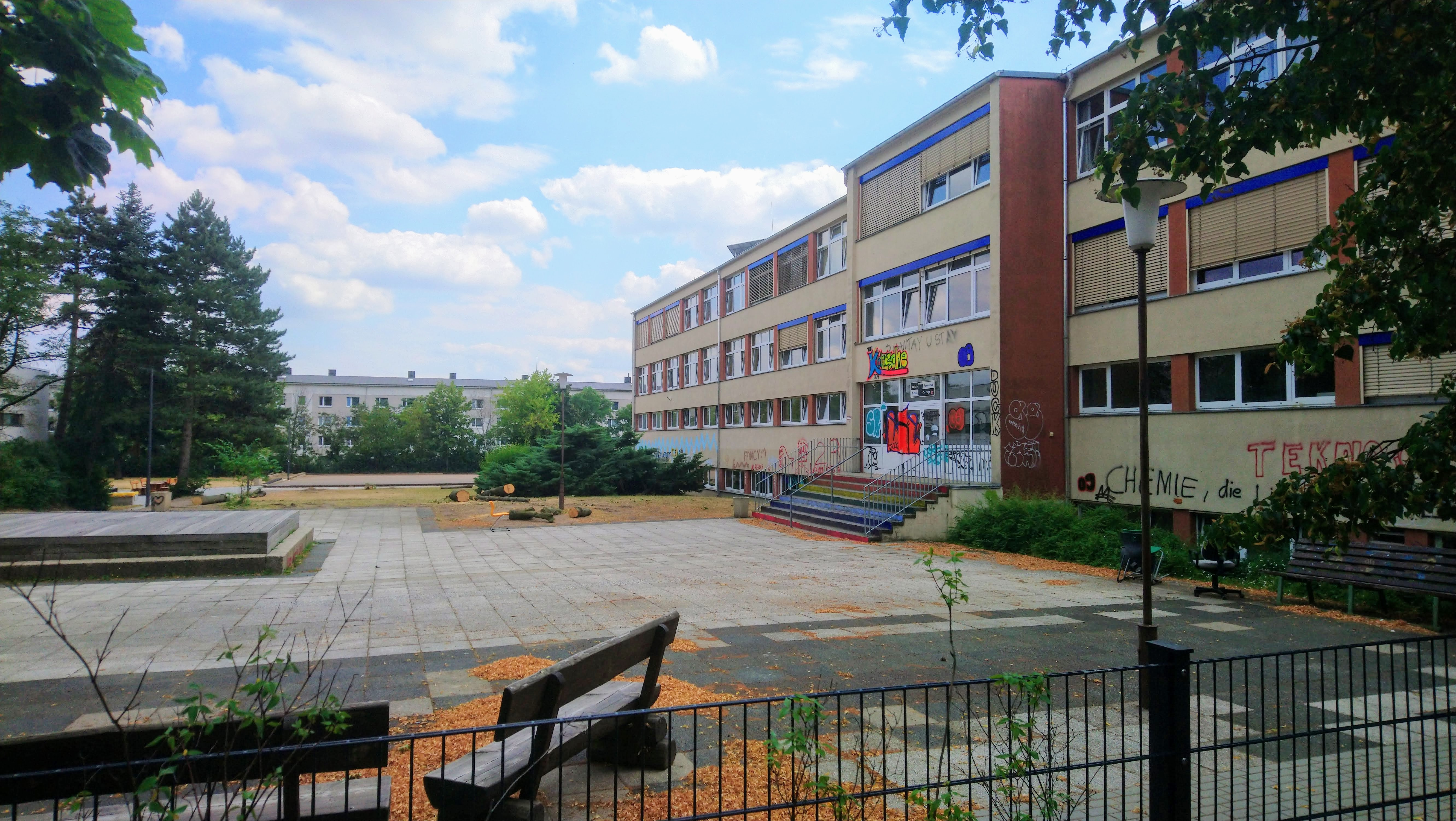
Nordansicht des ehemaligen Hauptgebäudes kurz vor Beginn der Abrissarbeiten

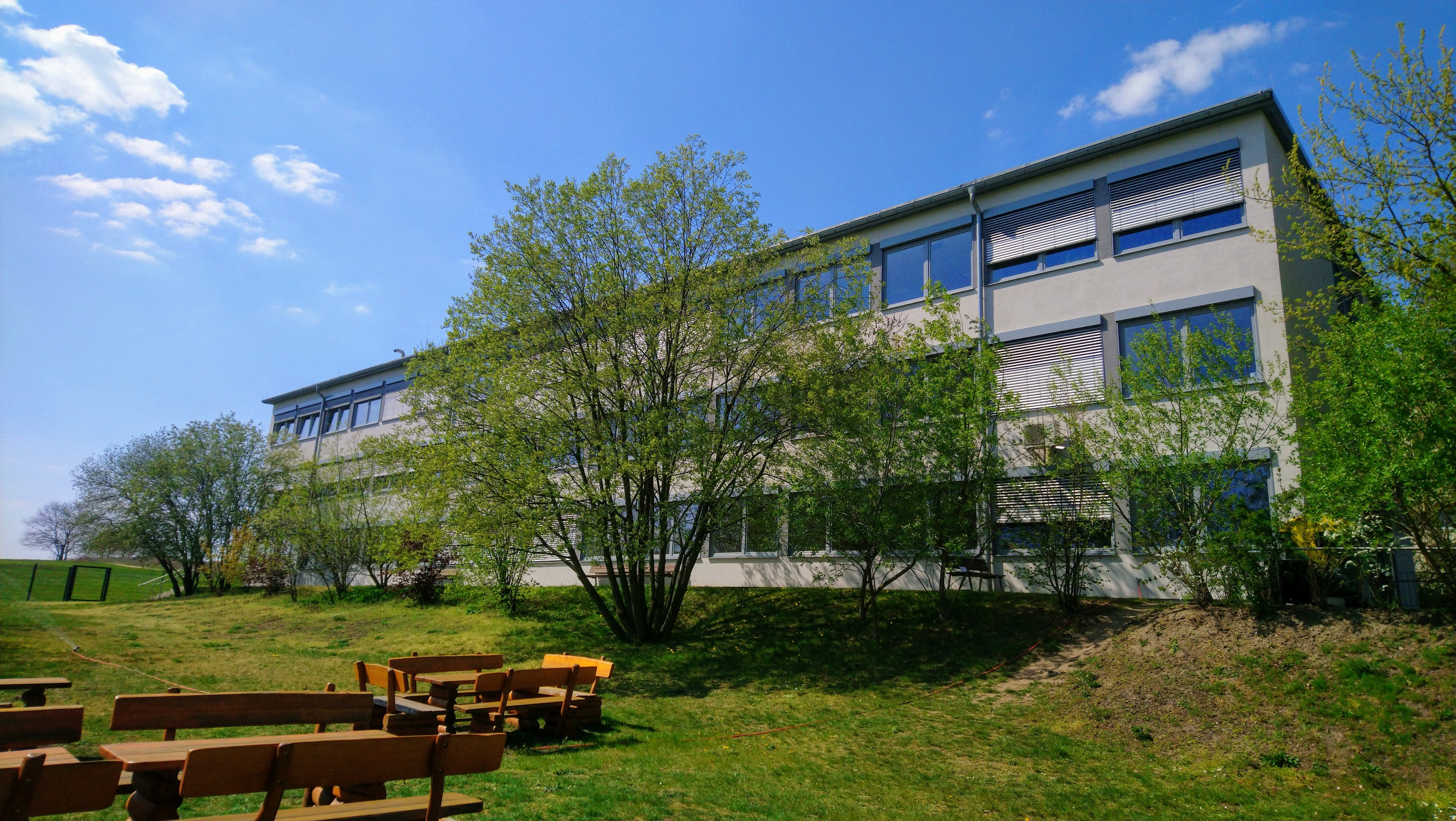
Ostansicht des ehemaligen Containergebäudes

### Ehemalige Außenstelle Klotzsche
Die Außenstelle, gebaut in den 1930er Jahren als Teil der Luftkriegsschule Klotzsche, diente zu Kriegszeiten als Lazarett. Zehn Jahre nach der Gründung des Gymnasiums wurde dieses Gebäude als Außenstelle eingerichtet.
In letzter Zeit verschlimmerte sich der bauliche Zustand des Gebäudes immer mehr, sodass die Außenstelle zum Schuljahr 2012/2013 geschlossen wurde. Seit Anfang 2019 dient das Gebäude als Einrichtung für Wohnungslose.

## Unterricht
Der Unterricht findet nach den Lehrplänen des Freistaates Sachsen statt.

### Fremdsprachen
Das Fremdsprachenangebot umfasst Englisch ab Klasse 5 sowie ab Klassenstufe 6 wahlweise Französisch, Russisch oder Latein. Regelmäßig finden Austauschprogramme mit russischen und französischen Schülern statt. Auch Schüler aus Ungarn sind regelmäßig als Austauschschüler in der Schule. Geplant sind weiterhin Austauschprogramme mit einer chinesischen Schule.

### Profilunterricht
In den Klassenstufen 8 bis 10 werden naturwissenschaftlicher, künstlerischer und ein gesellschaftswissenschaftlicher Profilunterricht angeboten. Seit dem Schuljahr 2024/2025 wird auch das Profil „Unternehmerische Bildung“ angeboten.

### Oberstufe
In der Oberstufe werden folgende Leistungskurse angeboten:
1. Leistungskurs: Mathematik und Deutsch
2. Leistungskurs: Physik, Biologie, Englisch und Geschichte (sowie Französisch und Kunst je nach Nachfrage)

Als zusätzliche Grundkurse werden Astronomie und Gesundheit angeboten, in denen jedoch keine Abiturprüfung abgelegt werden kann.

### Ganztagsangebote und Arbeitsgemeinschaften
Zu den zahlreichen Angeboten des Gymnasiums zählen neben Förderkursen auch sportliche Angebote und die erfolgreiche Foto-AG. Hier eine Auswahl an Angeboten:
- Badminton
- Volleyball
- Schach
- Robotik
- Theater
- Fotografie
- Chor
- Spanisch

Regelmäßig nahmen Schüler der Foto-AG erfolgreich an Wettbewerben und Veranstaltungen teil und konnten oft Preise entgegennehmen.

### FÜGSE
Am Gymnasium Klotzsche gibt es alljährlich in den vorletzten zwei Schulwochen eine sog. FÜGSE-Woche (fächerübergreifende Schulsequenz, offiziell: fächerübergreifender Unterricht).
Jedes Schuljahr wird in jeder Klassenstufe ein bestimmtes Thema aus der Sicht von verschiedenen Fächern beleuchtet.
Die Themen werden nach dem Lehrplanstoff des jeweiligen und dem des nächsten Jahres gewählt.
Folgende Themen werden behandelt:
- Klasse 5: Heimat
- Klasse 6: Antike
- Klasse 7: Asien
- Klasse 8: Mensch und Verkehr
- Klasse 9: Globus
- Klasse 10: Utopien oder Heimat (siehe Besonderheiten)
- Klasse 11: Heimat (nur einige Schüler)

#### Besonderheiten
Beim Projekt Heimat erforschen die Schüler ihre nähere Umgebung (Klotzsche, Dresdner Heide) und lernen viel aus Geschichte und Gegenwart. Während der zwei Wochen werden die Schüler der 5. Klasse von den Gymnasiasten der 10. Klasse, welche nicht am Projekt Utopien beteiligt sind (sondern am Projekt Schüler für Schüler), betreut und unterrichtet. Weiterhin wird den Schülern die traditionelle Übernachtung in einer Zeltstadt auf dem Schulhof angeboten.

## Auszeichnungen und Preise
2005 und 2006 erhielt das Gymnasium die Auszeichnung „Schule mit Idee“ des Sächsischen Kultusministeriums für das Projekt Schüler für Schüler im Rahmen der FÜGSE-Wochen.

## Förderverein
Im Oktober 1992 wurde der „Förderverein des Gymnasiums Dresden-Klotzsche e. V.“ gegründet. Er unterstützt die Schule bei Veranstaltungen und versucht mit finanziellen Mitteln die Lernbedingungen an der Schule zu verbessern.

## Bekannte Lehrer und Schüler
- Frank Haubitz (1958–2023) – Schulleiter, Politiker, sächsischer Kultusminister
- Alexander Dierks (* 1987) – Politiker (CDU), Präsident des Sächsischen Landtags

## Galerie

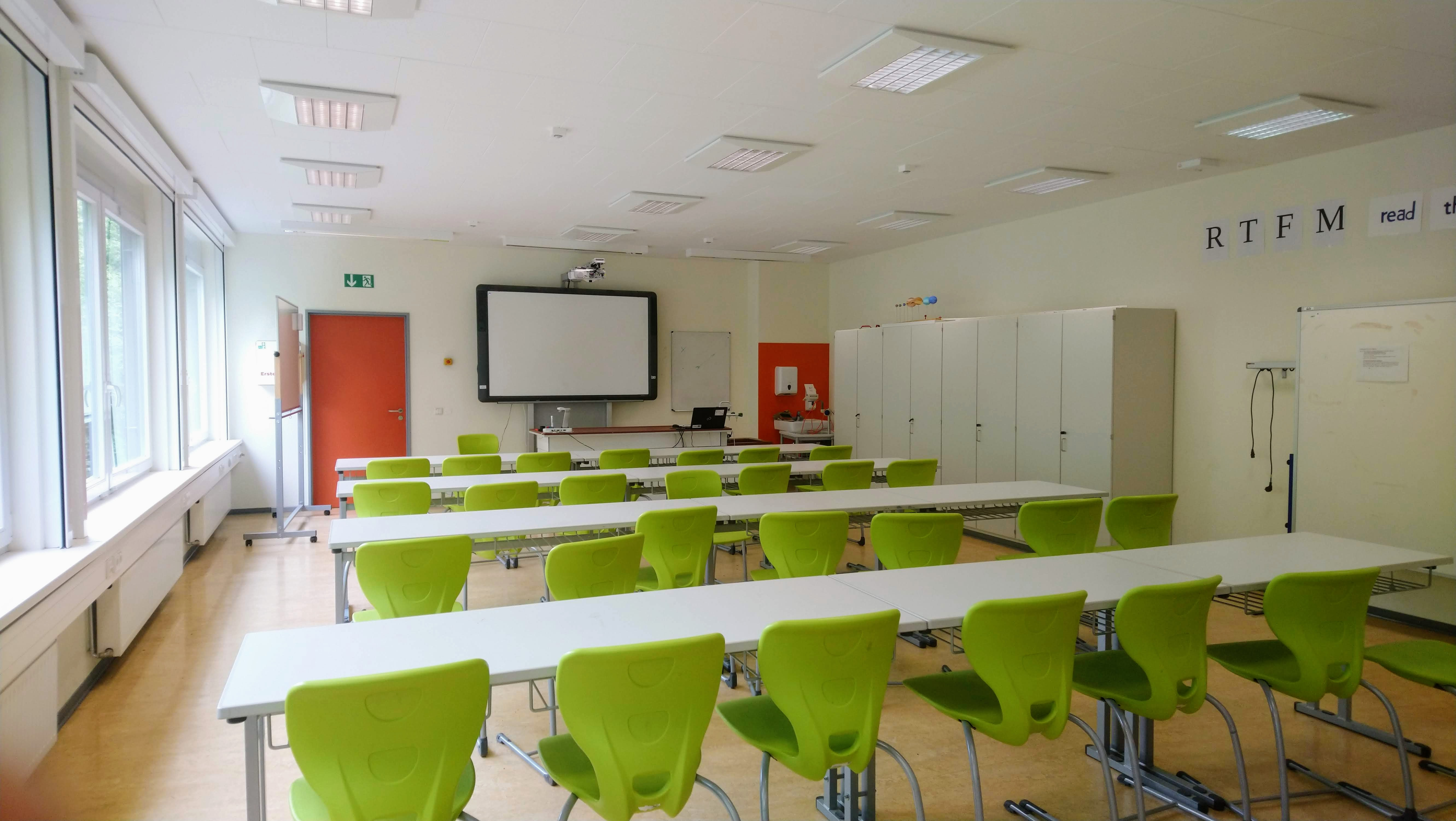
Physikzimmer im zweiten Stock des ehemaligen Containergebäudes
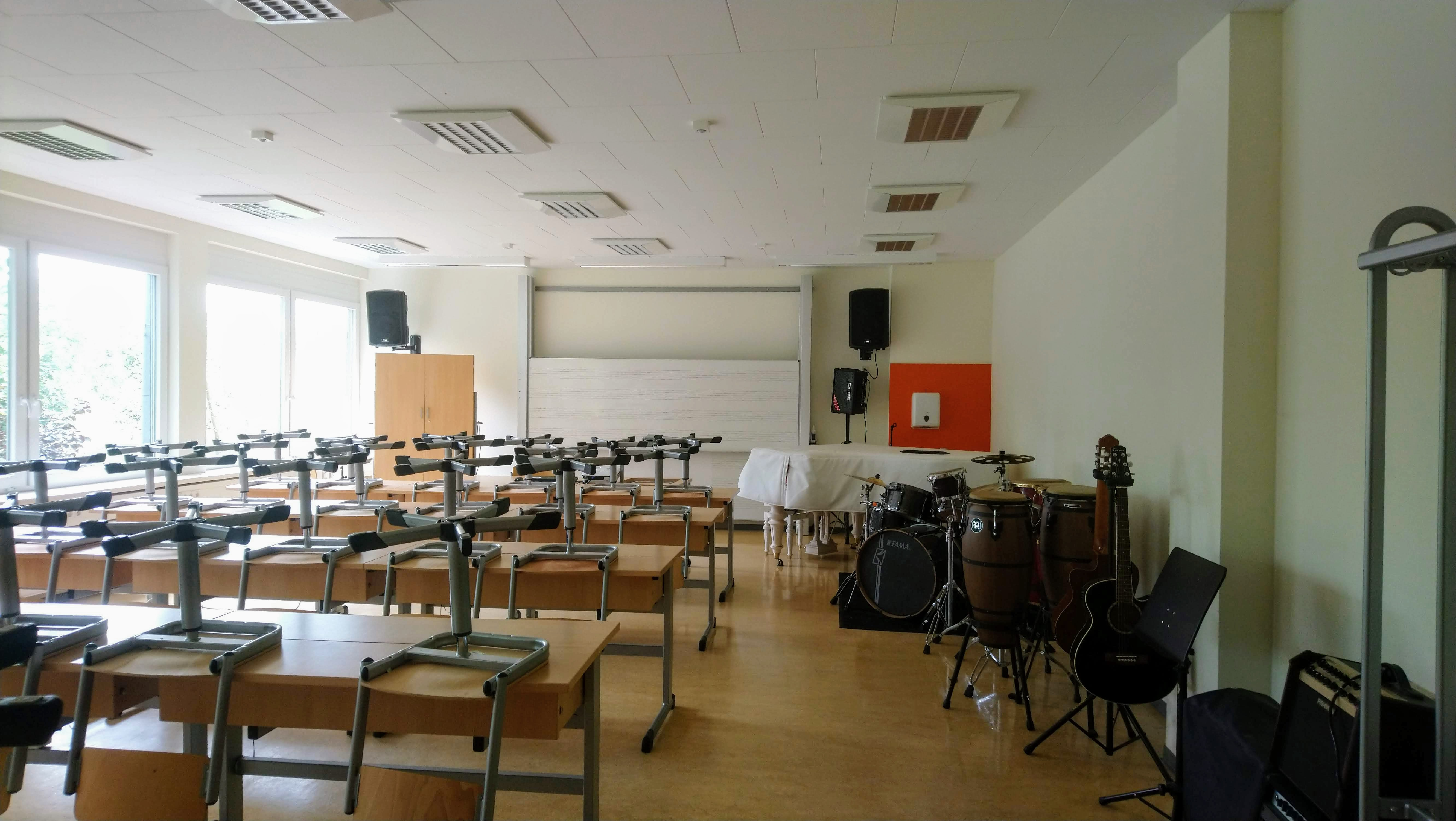
Musikzimmer im Erdgeschoss des ehemaligen Containergebäudes
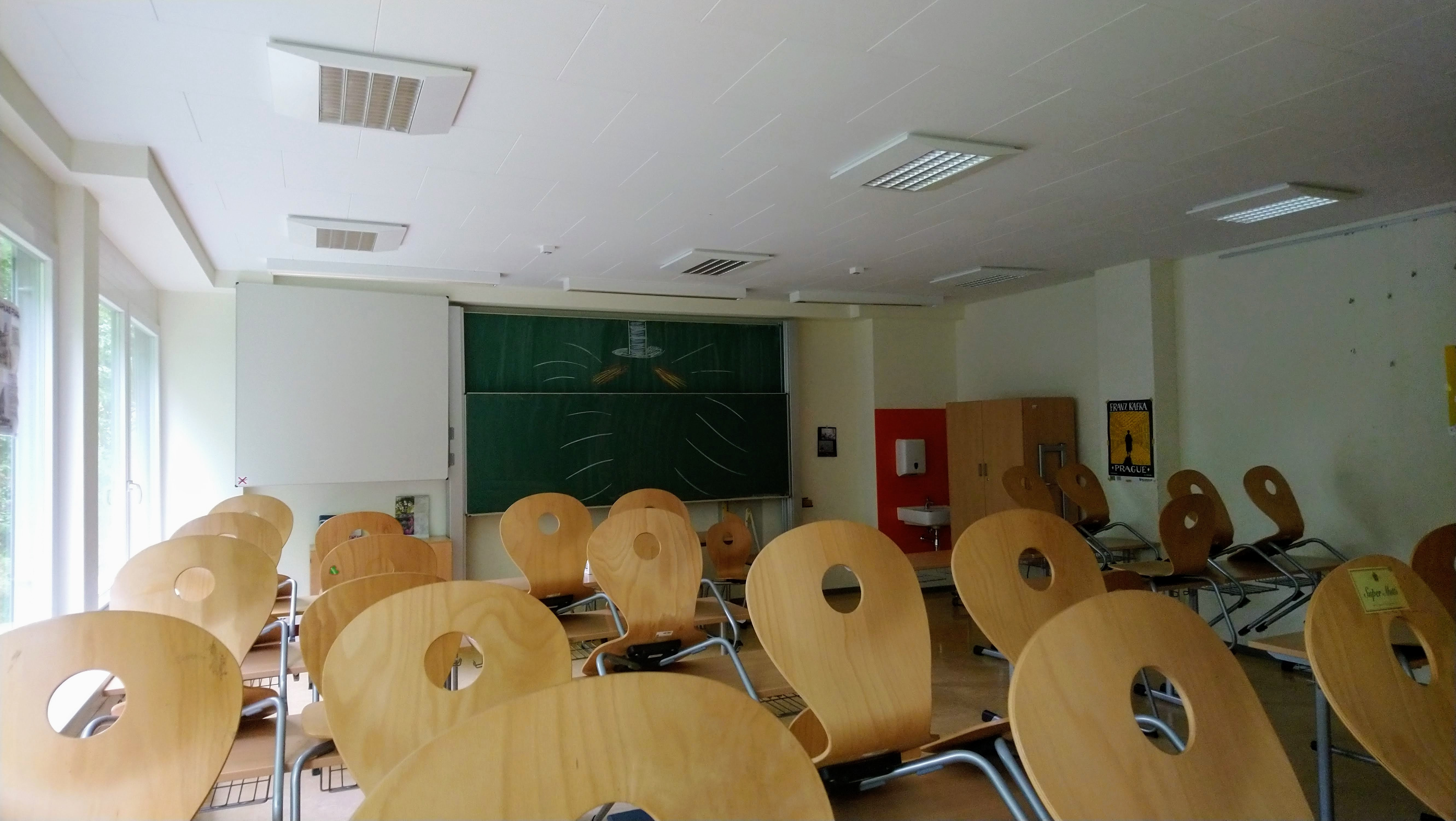
Raum C013 im Erdgeschoss des ehemaligen Containergebäudes
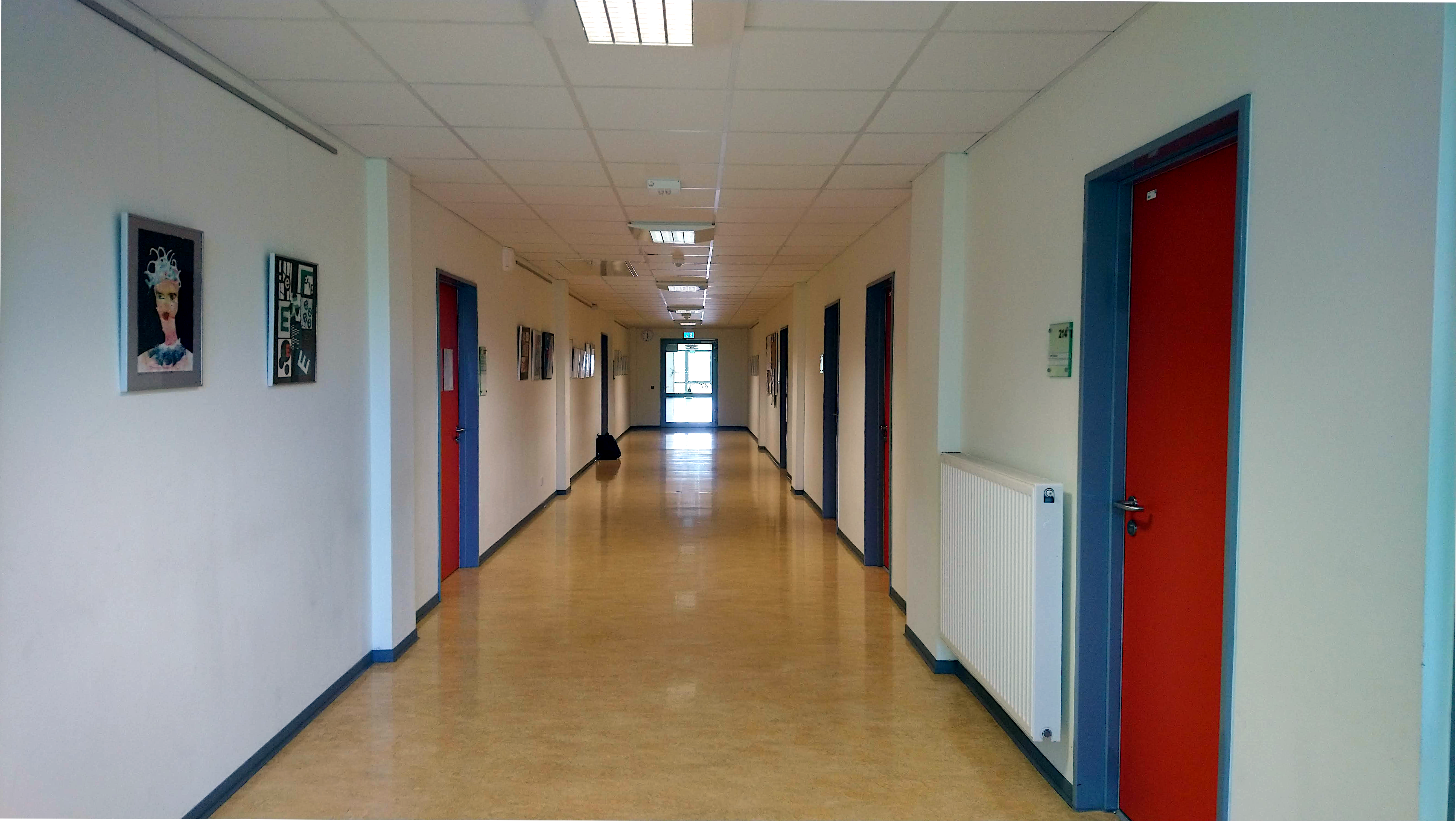
Zweite Etage des ehemaligen Containergebäudes
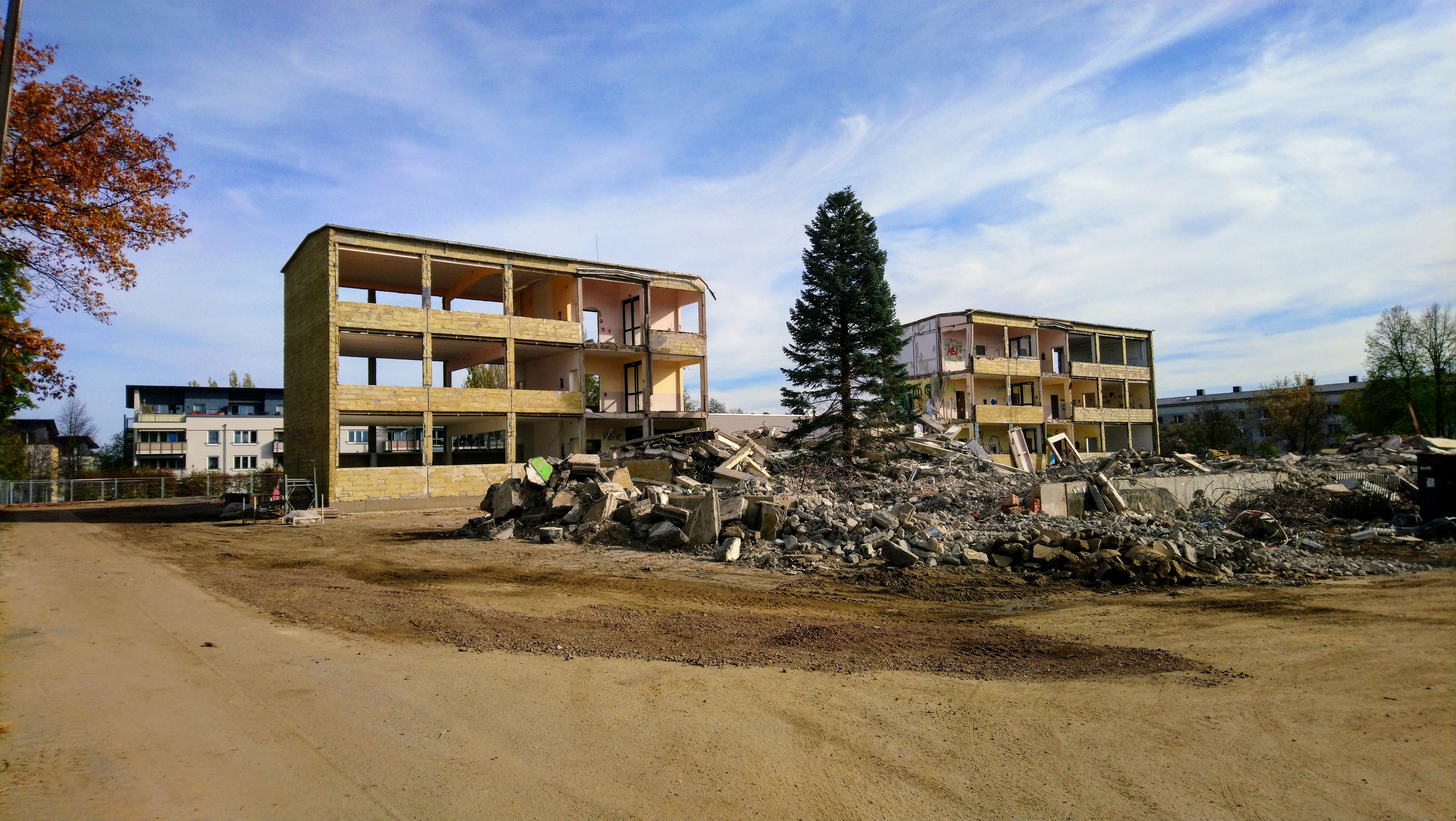
Stand der Abrissarbeiten des Hauptgebäudes zum 26. Oktober 2019

## Ergänzungen und Nachweise
1. 1 2 3  dresdner-stadtteile.de (Memento vom 26. Januar 2023 im Internet Archive)
2. ↑  Gymnasium Klotzsche wird erweitert (Memento vom 5. Juli 2011 im Internet Archive) Bericht auf dnn-online.de, 1. Juli 2011. Abgerufen am 17. September 2011.
3. ↑  Gymnasium Klotzsche – Schubert Horst Architekten. Abgerufen am 10. August 2019.
4. ↑  Gymnasium Klotzsche – Schubert Horst Architekten. Abgerufen am 20. Oktober 2022.
5. ↑  Baustelle Schule – Umzug – Schulneubau Klotzsche. Abgerufen am 10. August 2019.
6. ↑  Schülerbeförderung Gymnasium Klotzsche. Juni 2019, abgerufen am 10. August 2019.
7. ↑  Dresden: Neubau für das Gymnasium Klotzsche ist fertig. 24. November 2022, abgerufen am 16. Juni 2025.
8. ↑  Planungshilfen für die Instandsetzung und Modernisierung – Schultyp Dresden (PDF; 2,7 MB). Abgerufen am 17. September 2011.
9. ↑  Erreichbarkeit in der Zeit vom 5.8. bis 16. August 2019 | 19. Grundschule Dresden „Am Jägerpark“. Abgerufen am 13. August 2019 (deutsch).
10. ↑  Dresden: Neue Einrichtung für Wohnungslose in Dresden-Klotzsche. Archiviert vom Original (nicht mehr online verfügbar) am 10. August 2019; abgerufen am 10. August 2019.  Info: Der Archivlink wurde automatisch eingesetzt und noch nicht geprüft. Bitte prüfe Original- und Archivlink gemäß Anleitung und entferne dann diesen Hinweis.
11. ↑  „Unsere chinesische Partnerschule stellt sich vor“ Artikel auf der Schulseite. Abgerufen am 8. Dezember 2011.
12. ↑  GTA 2024/25. Abgerufen am 16. Juni 2025.
13. ↑  Artikel über die Foto-AG auf den Seiten des Deutschen Verbandes für Fotografie e. V. (Memento vom 7. März 2016 im Internet Archive), 3. Januar 2010. Abgerufen am 17. September 2011.
14. ↑  Bericht zur 31. FIAP-Jugendbiennale in Slowenien (Memento vom 7. März 2016 im Internet Archive). Abgerufen am 19. September 2011.
15. ↑  Förderverein. Abgerufen am 16. Juni 2025.